# Neajlovu, Giurgiu
Neajlovu (în trecut, Babele) este un sat în comuna Clejani din județul Giurgiu, Muntenia, România.
Până în 1964, satul se numea Babele, nume provenit de la micul schit de călugărițe bătrâne care a fost desființat odată cu secularizarea averilor mănăstirești în 1864.